# (4270) Juanvictoria
(4270) Juanvictoria es un asteroide perteneciente al cinturón de asteroides, descubierto el 1 de octubre de 1975 por el equipo del Observatorio Félix Aguilar desde el Complejo Astronómico El Leoncito, San Juan, Argentina.

## Designación y nombre
Designado provisionalmente como 1975 TJ6 . Fue nombrado Juanvictoria en honor a “Juan Victoria” supervisor de la Estación Sur de Yale-Columbia durante su construcción a principios de 1960; también fue  supervisor de la construcción de la cúpula de la estación del Observatorio Naval de EE. UU.